# 이태규 (화학자)
이태규(李泰圭, 1902년 1월 26일~1992년 10월 26일)는 대한민국의 이론화학자 겸 대학 교수이고 교육인이다.

## 생애 및 업적
그의 본관은 전주(全州)이다. 그는 한국 최초의 화학 분야 전공 이학박사로 양자역학을 화학반응 연구에 도입한 과학자로 유명하다. 또한 그는 대한민국 국무총리를 지낸 이회창(李會昌)의 중부(仲父, 둘째 큰아버지)이다.
충청남도 예산에서 태어나 경성고등보통학교를 거쳐 1922년에 일본 히로시마(廣島)고등사범학교 과정을 마쳤다. 1927년 일본 교토 제국대학교 화학과를 졸업하여, 1931년 〈환원 니켈을 이용한 일산화탄소의 분해〉라는 논문으로 화학 분야의 박사 학위를 한국인으로서는 최초로 받았다. 그 후 교토 대학에서 교편을 잡다가 1938년 미국 프린스턴 대학교에 초청과학자로 재직했다. 1941년 교토제국대학으로 돌아가 양자화학을 가르쳤고 1943년에 정교수가 되었다.
해방 후 대한민국으로 귀국하여 경성제국대학교 이공학부 부장을 맡았다. 이후 서울대학교가 출범하면서 문리과대학 학장이 되었으나, 국대안 파동의 여파로 1948년 미국으로 돌아갔다.
1954년 학술원 종신회원으로 선임되었으며, 1955년 헨리 아이링과 함께 비뉴턴 유체에 대한 연구를 하여 ‘리-아이링 이론(Ree-Eyring theory)’을 발표하였다..  비뉴턴 유동이론은 물체의 변형속도가 외부작용(stress)에 비례하지 않는 비뉴턴 유동에서 점도(viscosity)의 변화를 이론으로 설명한 것으로 그동안 이론적 접근이 어려웠던 비뉴턴 유동현상을 다루는 일반 공식을 제시했다는 점에서 의의가 크다. 이 연구업적은 두 교수의 이름을 딴 ‘리-아이링 이론’(Ree-Eyring Theory)으로 불렸다.
1965년에는 노벨상 수상자 후보 추천위원으로 위촉 된데 이어, 4년 뒤 노벨상 후보로 추천되었다. 1966년에는 한국과학기술연구원 고문에 추대되었다. 1971년 미국 유타 공립대학교 객원교수, 1973년 한국과학원 석좌교수로 활약하였다. 1974년 태평양과학협회(미국 소재) 이사로 선임되었고, 1975년 이론물리센터 소장이 되었다.
칠순을 넘긴 나이에 한국과학기술원 명예교수로 초빙되어 박사 12명, 석사 24명 등 후진을 양성했다. 1992년 10월 26일 노환으로 인해 91세로 세상을 떠났으며, 한국 현대 화학의 기반을 구축하고 한국 화학의 초석을 다진 공을 인정받아 과학자로는 처음으로 국립현충원에 안장되었다.
미국화학회의 표창을 받았으며, 대한민국학술원상·국민훈장무궁화장·서울특별시 문화상 등을 받았다. 〈수송현상(輸送現象)의 완화원리〉 등 500여 편의 논문을 발표하였다.

### 명예 박사 학위
- 서울대학교 명예이학 박사
- 서강대학교 명예이학 박사
- 고려대학교 명예이학 박사

## 학력
- 경성고등보통학교 졸업
- 히로시마 고등사범학교 졸업
- 교토제국대학교 화학 학사
- 교토제국대학교 대학원 이학 석사
- 교토제국대학교 대학원 이학 박사

## 주요 경력
- 1931 ~ 1945 일본 쿄토제국대학교 교수
- 1945 ~ 1946 경성대 이공학부장
- 1946 대한화학회 초대 회장
- 1948 ~ 1970 미국 유타 주립 대학교 교수
- 1973 ~ 1992 한국과학기술원 명예교수

## 신조
'예리한 관찰과 끊임없는 노력'

## 상훈
- 1973 수당상
- 1971 국민훈장 모란장
- 1980 5·16 민족상
- 1982 세종문화상

## 가족 관계
- 아내: 박인근
  - 장녀: 이주혜
  - 차녀: 이신혜
  - 삼녀: 이정혜
  - 장남: 이회인(1954 ~ )
- 남동생: 이홍규
  - 조카: 이회영(1929 ~ ?)
  - 조카: 이회윤(? ~ ?)
  - 조카: 이회정
  - 조카: 이회창
  - 조카: 이회성
  - 조카: 이회경(1947 ~ )
- 남동생: 이완규(1913 ~ 1999 이후)

## 참고 자료
대한민국 과학기술유공자 홈페이지 
화학 연구와 교육 기반 구축에 기여한 최초 화학박사, 故 이태규 KAIST 명예교수 
대한화학회 이태규학술상 홈페이지
[재]이태규선생기념사업회 홈페이지

## 같이 보기
- 최규남
- 채선엽
- 김삼순